# Chiesa di San Remigio (Linescio)
La chiesa parrocchiale di San Remigio è un edificio religioso che si trova a Linescio, in Canton Ticino.

## Storia
La chiesa risale al 1640. Nel 1816 - 1819 venne sostanzialmente rimaneggiato.

## Descrizione
La chiesa si presenta con una pianta ad unica navata, affiancata da due cappelle laterali e coperta da un soffitto in legno.